# Попишово
Попишово (рос. Попышово) — присілок в Вачському районі Нижньогородської області Російської Федерації.
Населення становить 25 осіб. Входить до складу муніципального утворення робітниче селище Вача.

## Історія
Від 2009 року входить до складу муніципального утворення робітниче селище Вача.

## Населення
| 1859 | 1905 | 1926 | 1999 | 2002 | 2010 |
| ---- | ---- | ---- | ---- | ---- | ---- |
| 299  | ↘269 | ↗319 | ↘45  | ↘37  | ↘25  |